# Greg McFadden
Gregory James "Greg" McFadden, född 28 augusti 1964 i Sydney, är en australisk vattenpolospelare och -tränare. Han deltog i den olympiska vattenpoloturneringen i Barcelona 1992 där Australiens herrlandslag i vattenpolo kom på femte plats. Han spelade för klubblaget Cronulla. McFadden är chefstränare för Australiens damlandslag i vattenpolo sedan 2005. Damlaget tog OS-brons både 2008 och 2012.